# Max Laadvermogen
Max Laadvermogen was een 13-delig Nederlands informatief wetenschappelijk kinderprogramma van omroep VPRO, dat in 1986 werd uitgezonden als onderdeel van het kinderblok van de VPRO. Dit kinderblok ging later in de jaren 90 Villa Achterwerk heten. Het programma draaide om de "beterweter" Max Laadvermogen (gestalte gegeven  door René Groothof) die samen met Midas Dekkers allerlei kleine proefjes deed. De kijkertjes kregen bijvoorbeeld uitgelegd hoe je ether kon ruiken zonder flauw te vallen, of hoe je geheimschrift kon maken met papier, citroen en een vlammetje. Bij de serie gaf de VPRO ook een boek uit, zodat de kijkertjes de proefjes thuis nog eens dunnetjes over konden doen.